# Мелиса (Грчка)
Мелиса (грч. Μέλισσα) је насељено место у  општини Кушница у периферији Источна Македонија и Тракија, Грчка. Према попису из 2021. године било је 177 становника.
Према бугарском географу и историчару, Василу Канчову, у Мелиси је 1900. године живело 250 Турака. Године 1924. турско становништво је принудно исељено у Турску а на њихово место су насељене грчке избегличке породице, којих је на попису из 1928. године било 293. Село се раније звало Деве Каран.